# Sanguigno

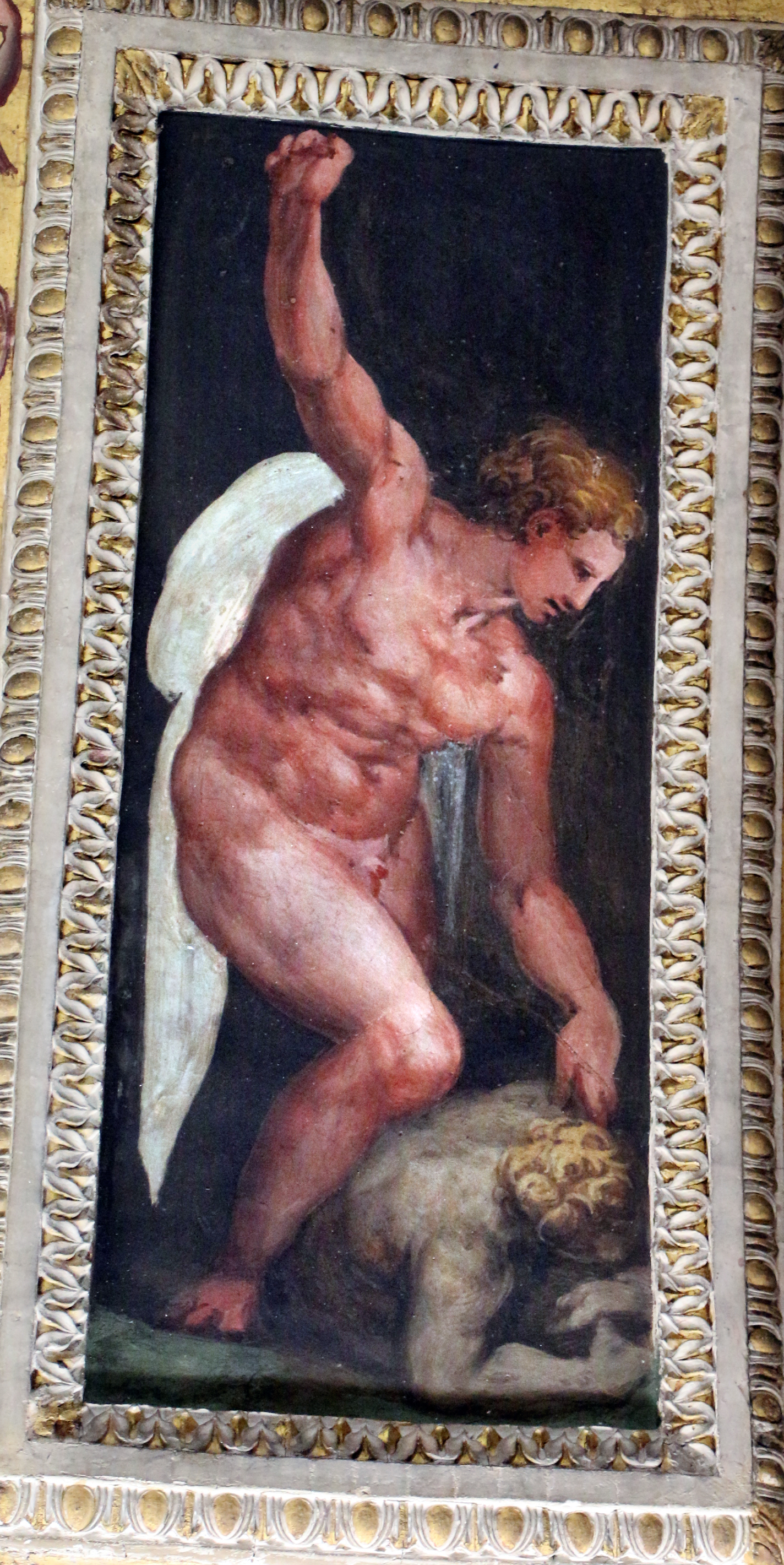
Il Sanguigno, affresco di Jacopo Zucchi e del Poppi sul soffitto dello studiolo di Francesco I a Palazzo Vecchio (Firenze)

Il sanguigno (dal latino sanguineus, derivante da sanguis, «sangue») è uno dei quattro temperamenti presi in considerazione dalla patologia umorale, insieme al collerico, al melanconico e al flemmatico.
In particolare il sanguigno è descritto come un tipo psicologico estroverso, impulsivo, e gioviale: corrisponde sul piano macrocosmico all'elemento aria, perché i suoi attributi sono il caldo e l'umido, da cui si origina nel microcosmo umano l'umore rosso (o sangue), predominante rispetto agli altri tre, prodotto dal fegato e avente sede principalmente nel cuore, da dove fluisce in tutto l'organismo.
Nella tradizionale suddivisione delle età della vita, il temperamento sanguigno caratterizza l'infanzia. Tra le quattro stagioni è associato alla primavera.

## Caratteristiche
Nel sanguigno l'eccesso del principio Aria, attivo nel sistema respiratorio, cardiocircolatorio e nervoso, era ritenuto la causa di una continua mobilità ed eccitabilità, tradotta sul piano fisico in un metabolismo accelerato, aspetto paffuto e colorito roseo. Pur di costituzione piena e robusta, l'individuo sanguigno appare agile e scattante, pieno di energia e dinamismo, dal sorriso leggermente malizioso e lo sguardo curioso e vivace.
Le sue caratteristiche psichiche sono la creatività, la loquacità, l'allegria, la prontezza di riflessi, la golosità, la passionalità, e l'attitudine a una sessualità giocosa. Spesso il sanguigno possiede anche doti artistiche, per le sue capacità espressive, intuitive e comunicative.
Se il lato positivo attribuito al suo temperamento è dunque il vigore e la brillantezza, quello negativo consiste in una certa superficialità, volubilità, irrequietezza, insoddisfazione, e una tendenza al disordine emotivo e mentale.
Aristotele (384–322 a.C.) osserva che i sanguigni, per la loro debolezza dovuta alla costituzione umida, si fanno travolgere dalle passioni; sicché «per loro natura hanno sempre bisogno di un rimedio. Ed infatti il loro corpo vive in una continua condizione di irritazione a causa del loro temperamento, e sono sempre in preda a un desiderio intenso. Ma il piacere scaccia il dolore: sia il piacere che gli è contrario, sia qualunque piacere, se è forte».
L'astrologo greco Antioco d'Atene (vissuto all'incirca nel I secolo d.C.) sottomise la costituzione sanguigna all'influsso di Giove, pianeta espansivo caldo-umido portatore d'ottimismo, e di Venere. Segni zodiacali tipicamente d'aria, quindi di carattere sanguigno, sono poi i Gemelli, la Bilancia e l'Aquario.
L'alimentazione consigliata per il sanguigno, così come quella prescritta in genere per curare un eccesso di umore rosso, consisteva nell'introduzione di cibi freddi e secchi che riequilibrassero il sangue caldo e umido, secondo il principio ippocratico contraria contrariis curantur («i contrari si curano con i contrari»): freddi e secchi erano tradizionalmente considerati, per analogia intuitiva con le loro proprietà, le mele cotogne, la cicoria, i limoni, l'aceto, le pere, le fragole, le more acerbe, ecc., e in genere quel che sa di aspro e amaro. Galeno di Pergamo (129–201) raccomandava in ogni caso  di adottare delle diete personalizzate, che tenessero conto non solo del temperamento prevalente, ma anche dell'età, del sesso, dell'ambiente e dell'attività che si svolgeva. In presenza di un temperamento naturale e non di patologie, era anzi opportuno assecondarne talvolta la natura con alimenti apportatori della sua medesima qualità, anziché contrastanti.
La mistica medievale Ildegarda di Bingen (1098–1179) tratteggiò le donne sanguigne come piuttosto desiderate dagli uomini, generalmente tendenti a ingrassare, dal colorito chiaro e limpido, con «carne morbida, piacevole, vasi sottili e sangue sano, privo di impurità. [...] Sono portate all'amore; amano i lavori artistici e  sono riservate. Nelle mestruazioni perdono poco sangue, il loro utero è sviluppato e forte. Per cui sono fertili, avendo facilità ad assumere il seme maschile. Tuttavia non partoriscono molti figli e, quando vivono senza marito e quindi non hanno figli da curare, tendono ad ammalarsi. Ma se hanno marito sono perfettamente sane [...]».

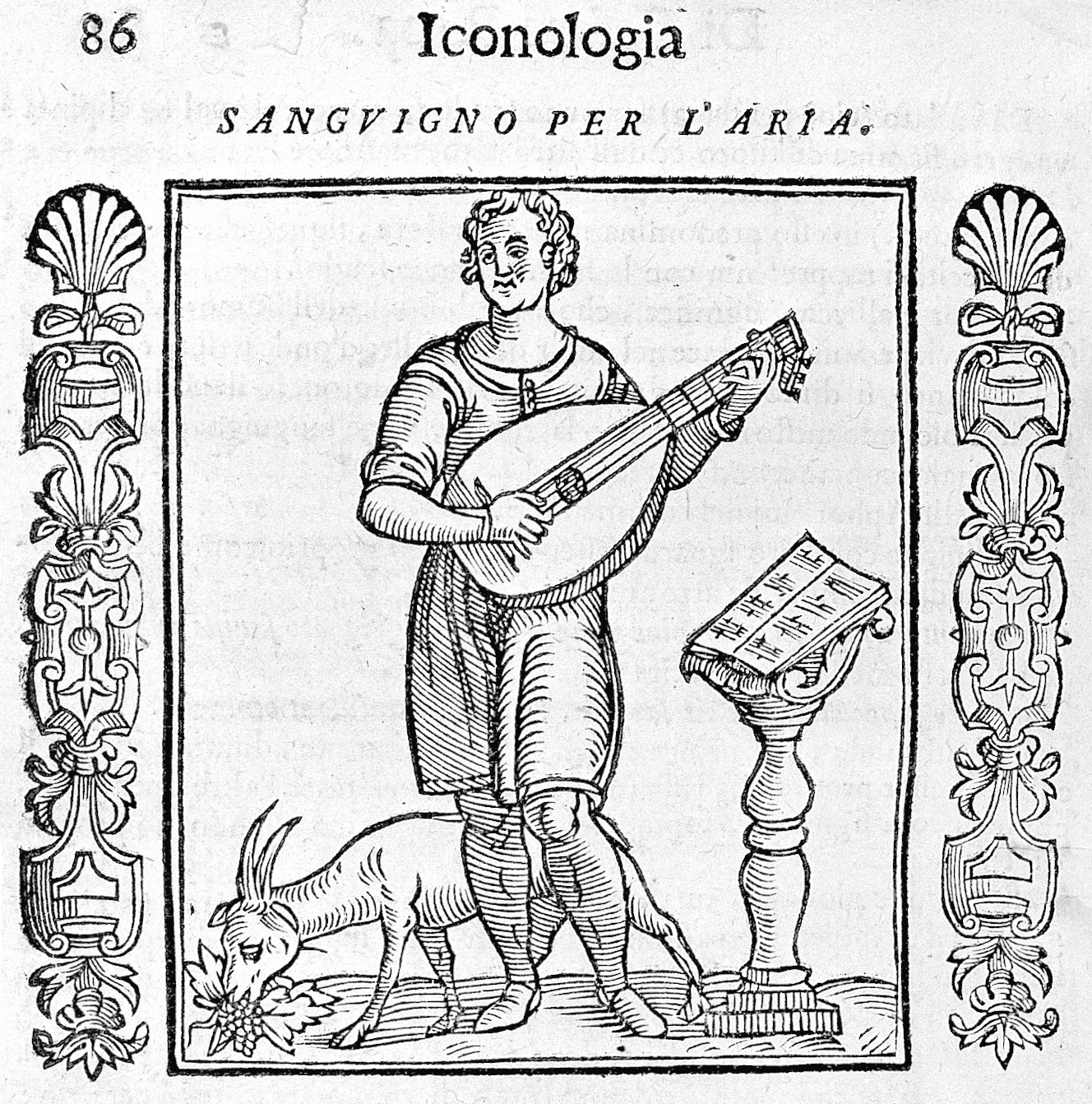
Il sanguigno raffigurato nellIconologia di Cesare Ripa (Padova, 1611)

Per il filosofo tedesco Immanuel Kant (1724–1804), che elaborò una psicologia su basi morali, delle due doti ritenute rilevanti ai fini dell'analisi dei quattro temperamenti, il sanguigno possiede quella dello spirito (il bello), ma risulta privo dell'intelligenza (o sublime):
L'ultima degenerazione di tal carattere lo immerge nel frivolo. Dal burlesco cui sempre avvicinasi, è ben da presso da cader nel ridicolo. Se l'età non tempera la vivacità dell'essere che vi è inchinevole, se il suo giudizio non acquista qualche maturità, io non sarei garante ch'ei non divenisse un vecchio sciocco rimbambito.»
(Immanuel Kant, Considerazioni sul sentimento del sublime e del bello, cap. II, 1764 )
Secondo la struttura della personalità elaborata dallo psicologo Hans Eysenck (1916–1997), il temperamento sanguigno è caratterizzato dalla combinazione di estroversione e stabilità emotiva, venendo descritto quindi come socievole, vivace e spensierato.

### Pedagogia Waldorf
L'attuale pedagogia di impianto Steiner-Waldorf, che scompone l'essere umano in vari livelli dimensionali, di cui i principali sono il corpo fisico, quello eterico, l'astrale e l'Io, attribuisce al temperamento sanguigno la predominanza del corpo astrale, corrispondente all'elemento aria della dottrina umorale, e responsabile delle forze animiche del sentimento e del desiderio proprie del mondo animale.
Il bambino sanguigno si sentirà di conseguenza stimolato dalle sensazioni provenienti dall'ambiente esterno, provando svariati interessi e vagando mentalmente da un'attività all'altra, ma la sua incapacità di stare fermo, dovuta a una mancanza di introspezione, degenera facilmente nell'incostanza o nella superficialità. 
Per una sana educazione sarà opportuno secondo Steiner riequilibrare gli aspetti unilaterali del temperamento sanguigno, tipico peraltro di ogni comportamento infantile, inducendo il bambino alla tenacia e all'approfondimento nel seguire i suoi impulsi, sublimandoli in un'attrazione per l'arte e la bellezza. Steiner raccomanda in ogni caso di evitare le correzioni radicali, favorendo semmai un'armonizzazione complessiva dei tratti caratteriali dell'individuo secondo il principio omeopatico similia similibus curantur («il simile si curi col simile»), anche attraverso l'alimentazione: amante per natura dei cibi ghiotti e prelibati, il sanguigno è portato a eccedere con i dolci, mentre dovrebbe imparare ad apprezzare anche le pietanze più amare e delicate, in particolare le verdure, a cominciare magari da quelle zuccherine come carote e barbabietole, bilanciate con spezie e aromi in grado di fornirgli quegli stimoli di cui avverte sempre il bisogno. Sono inoltre consigliati il latte e i suoi derivati, il miglio e altri cereali.